# Історія Одеської області
Історія Одеської області — історія у межах сучасної Одеської області України, відоме з історичних джерел. Є складовою історії України.

## Археологія

### Кам'яна доба
Люди на території сучасної Одещини живуть з найдавніших часів, принаймні не менш як 100 тисяч років. Про це свідчать сліди стоянок кінця раннього палеоліту, виявлені в печері Іллінка за 20 км на північ від Одеси та в місті Білгороді-Дністровському.
По берегах невеликих річок Барабою, Кучургану, Тилігулу та на Дністрі виявлено залишки поселень часів мезоліту (16—8 тис. років тому, поселення біля сіл Познанки Першої Любашівського району, Михайлівки Саратського району) та неоліту (VI—IV тисячоліття до н. е., поселення біля селища Саврані).

## Мідна доба
З IV — III тисячоліттях до н. е. по берегах наддунайських озер та приток Дністра проживали племена землеробів і скотарів, що, крім кам'яних, вже мали й мідні знаряддя праці. На території Одещини виявлено залишки близько 100 поселень цих племен. Найголовніші з них — у місті Болграді, біля села Озерного Ізмаїльського району, у селі Нагірному поблизу міста Рені, к селі Олександрівка Кодимського району. Вони є визначними пам’ятками трипільської і гумельницької культур. На зламі III і II тисячоріч до н. е. Північно-Західне Надчорномор’я населяли племена усатівської культури, назва якої походить від села Усатового, що під Одесою. В цьому селі виявлено залишки поселення, могильник, в якому було поховання зі зброєю, посудом, оздобами з міді, і плита з зображенням сцен мисливства.

### Бронзова доба
Доба бронзи представлена пам'ятками скотарських і землеробських культур (зокрема, ямної, катакомбної та зрубної культурно-історичної спільності, сабатинівської та білозерської культур).
В кількох місцях недалеко від міста Татарбунар є кургани II тисячоріччя до н. е. — пам'ятники ямної та зрубної культур доби бронзи.

## Стародавня доба

### Кімерія
Через безмежні степові простори Північного Надчорномор'я пролягав шлях з Азії до Карпат, яким пересувались у давні часи численні племена кочівників. На початку І тисячоліття до н. е. тут з'явились кімерійці — перші з племен, що проживали на півдні сучасної України, назва їх зафіксована в письмових джерелах, їм, ймовірно, належали виявлені тут поселення сабатинівської культури і скарби ливарників доби пізньої бронзи (скарб біля села Маяків Окнянського району).

### Грецька доба

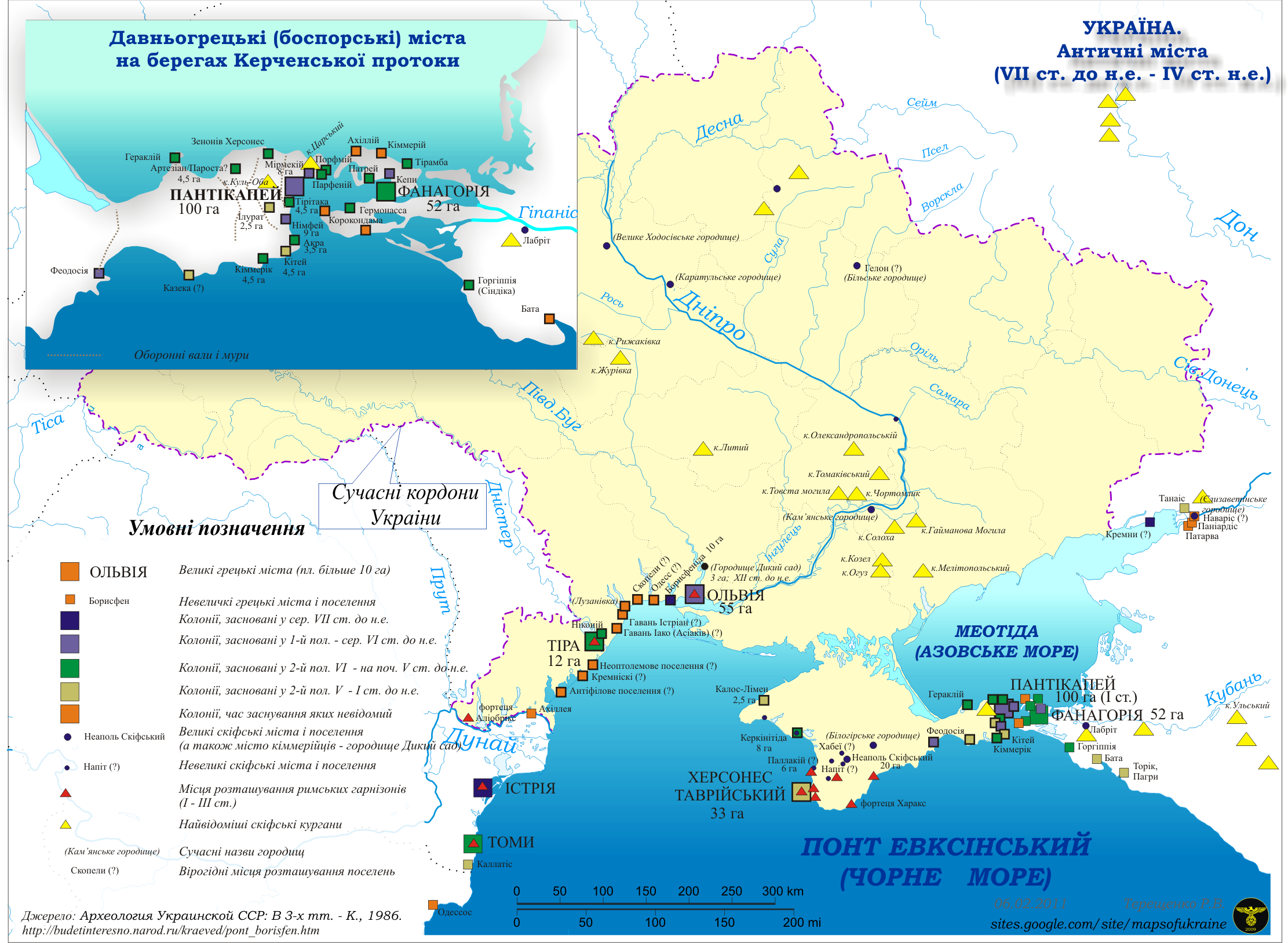
Давньогрецькі колонії України

У VII—VI сторіччі до н. е. у Надчорномор'ї почалася грецька колонізація, що проіснувала до доби Великого переселення народів. Найдавнішою колонією заснованною 645 року до н. е. є Борисфен (Борисфеніда), що переважно локалізують на острові Березань, проте Андрій Добролюбський доводить його розташування в Одесі.
В Одеській області наприкінці VI — на початку V ст. до н. е. Мілетом засновані колонії: Тіра (на території нинішнього Білгорода-Дністровського) й Ніконій (поблизу села Роксолани Овідіопольського району). Іншими грецькими колоніями одеського узбережжя були: Одесс, Скопелі, Лузанівське городище, Гавань-Істріан (сучасна Одеса), Асіаків (Гавань-Яко), Неоптолемія (з маяком), Кремніскі, Антіфілія, Ахілея.
На ранньому етапі кількість мешканців Тіри не перевищувала 2,5 тисячі осіб. Судячи зі знахідок керамічного посуду, торгівля велася з Іонією, Хіосом, Істрією, Аттикою. За написом у Греції 425—424 років до н. е., міста Тіра й Ніконія відносилися до Афінського морського союзу й сплачували грошовий внесок, причому Тіра сплачувала у 4 рази більший внесок за Ніконію.
Багатство грецьких колоній Одещини зумовлювала торгівля зі Скіфією й Гетією. На гетських поселеннях Нижнього Надністров'я й у скіфських курганах Дністро-Дунайського межиріччя виявлено багато предметів грецького походження, що потрапляли до варварів, переважно, з Тіри.
В Орлівці Ренійського району 1967 року виявлено Орлівський скарб кізикінів електрових давньогрецьких монет (статерів) V—IV сторіччя до РХ, карбованих в місті Кізик.

### Скіфія й Сарматія

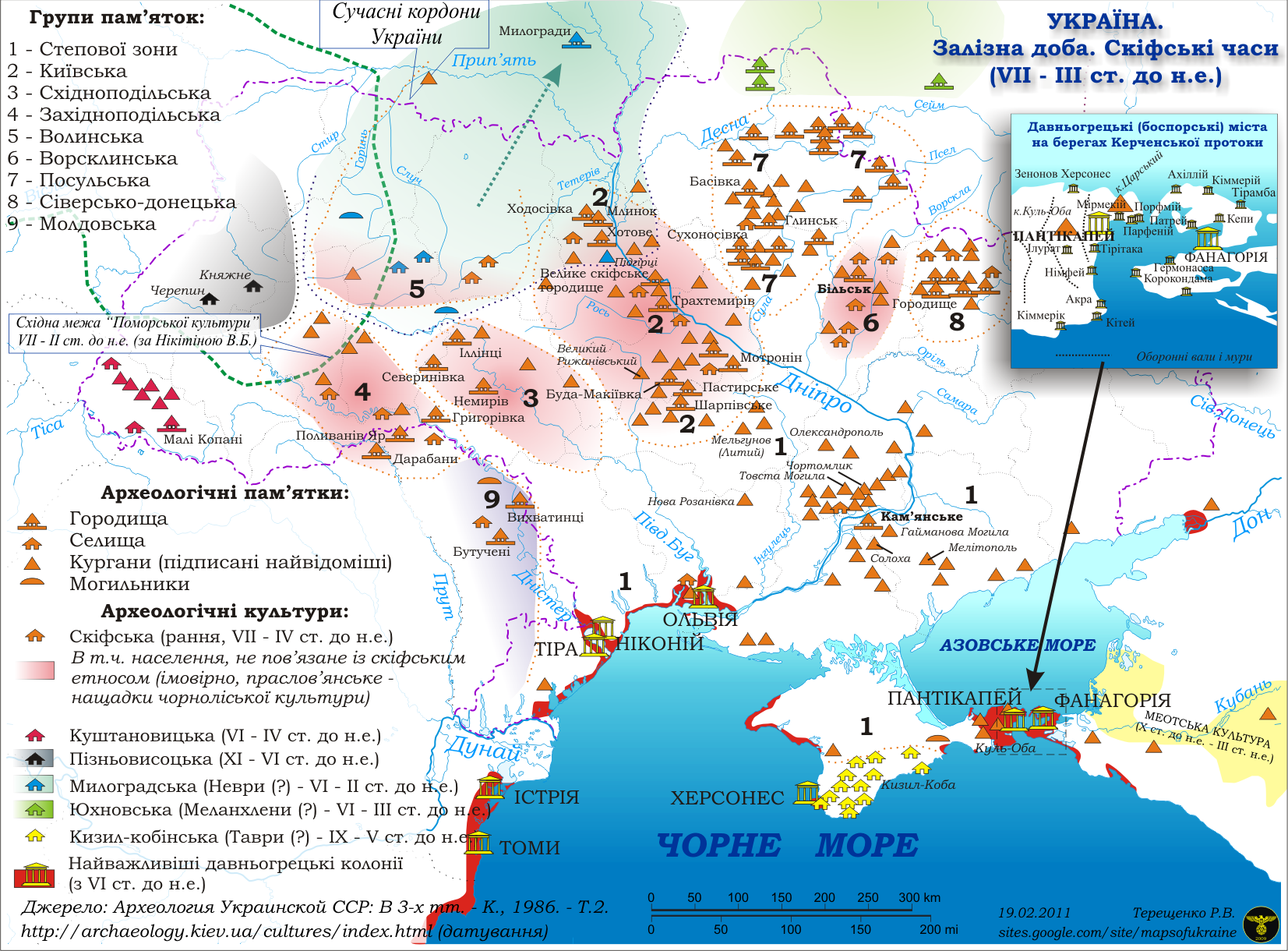
Скіфська доба України (700—200 роки до н. е.)

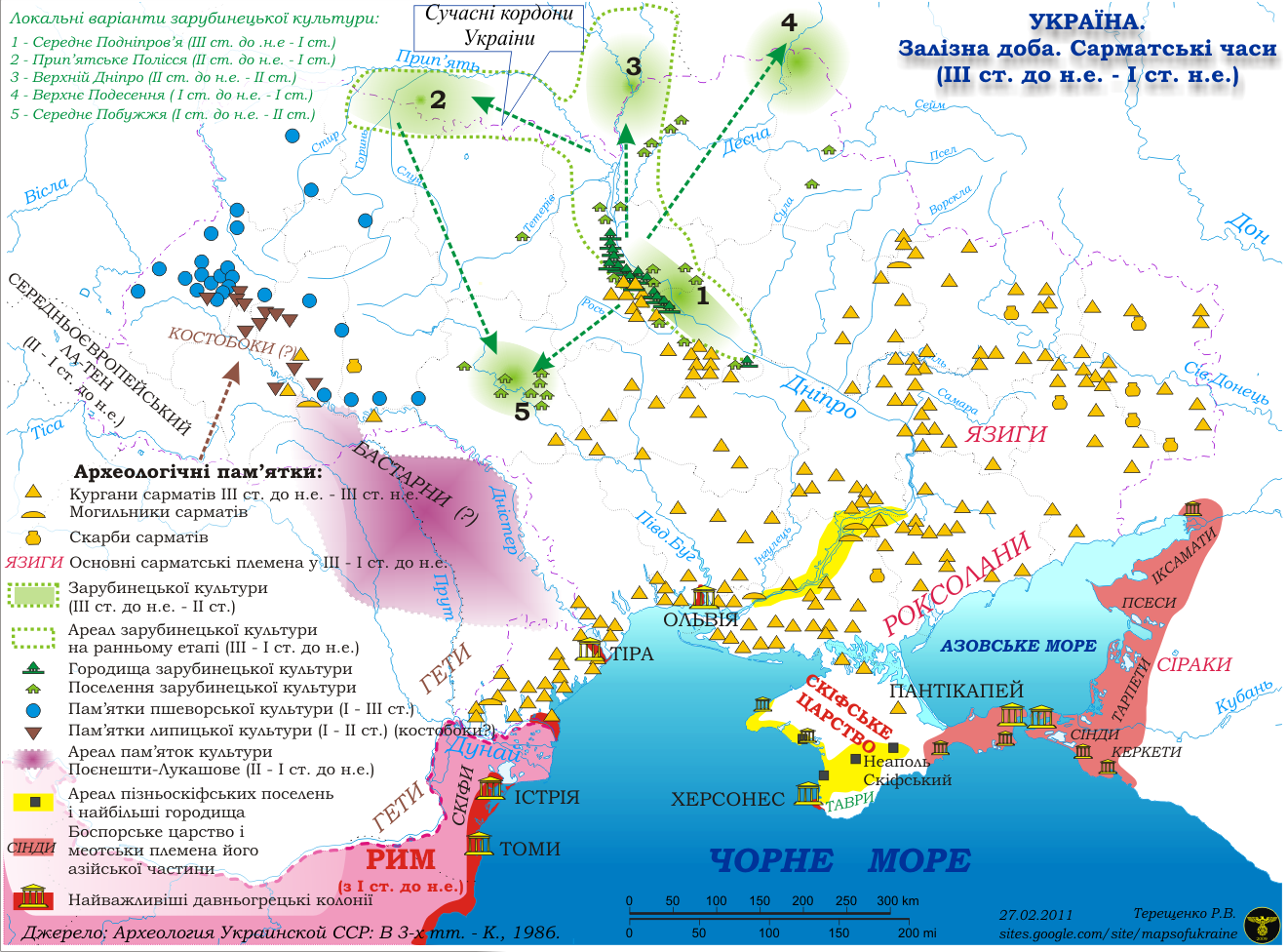
Сарматська доба України (200 рік до н. е. — 250 рік після н. е.)

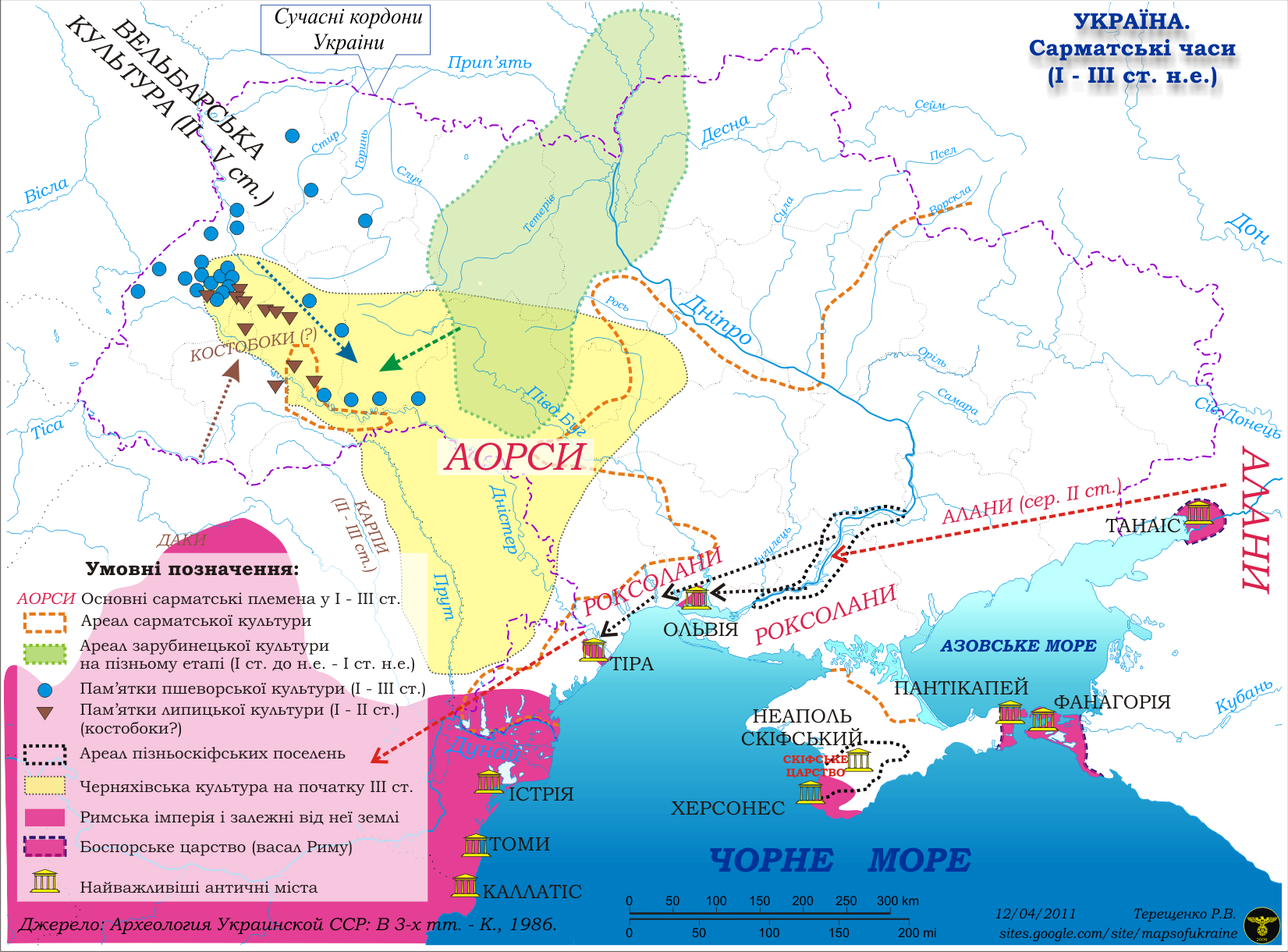
Сарматська доба України

Починаючи з VII по II сторіччя до н. е. територія теперішньої Одеської області становила південно-західну частину земель, які античні географи називали Скіфією, а з II сторіччя до н. е. по III сторіччя після н. е. — Сарматією. Найвизначнішими пам'ятками цього часу є поселення і могильник біля селища Миколаївка та Надлиманське городище біля села Надлиманського Овідіопольського району, кілька поселень біля села Крижанівки Лиманського району та села Іллінки Біляївського району.У IV сторіччі до н. е. не виключено входження Нижнього Подністров'я до могутньої Скіфської держави на чолі з царем Атеєм. Події останньої третини IV сторіччя до н. е. пов'язані з походом Зопіріона, ймовірно, призвели до перебудови житлових кварталів після військового руйнування.

### Галльське нашестя

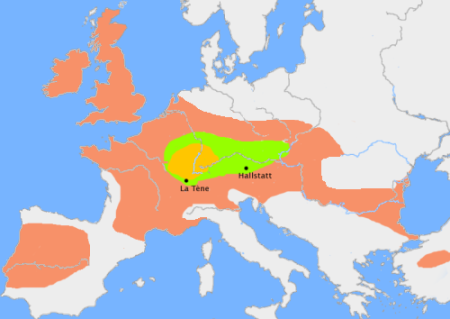
Гали (кельти) з розширенням на 300 рік до н. е. (жовтогарячий колір)

До середини III сторіччя до н. е. сільські поселення хори Тіри припиняють своє існування, деякі внаслідок пожежі, ймовірно, через нашестя галатів. На відміну від Тіри, що згодом відроджується, Ніконій остаточно гине від галатів. Навала галів визначена латенською археологічною культурою.

### Понтійське царство
Ймовірно, що з кінця II сторіччя до н. е. Тіра була залежною від Понтійської держави Мітрідата VI Євпатора, а до 70 року до н. е. вона вийшла з числа його союзників.

### Тирагетія
Біля села Орлівка Ренійського району розташовано гето-дакійських могильник IV—III сторіччя до н. е.
В середині І сторіччя до н. е. Тира, Ольвія й Істрія, піддалася нашестю гетів на чолі з Буребістою, що співпадає з шаром пожежі, чітко датованої монетними знахідками. Римські джерела означають край Наддністрянщини як Тирагетія, що була населена гетами, на відміну від гетів Фракії. Певний час Тіра не існувала.

### Аорсія
На початку 60-х років після аланської навали до Передкавказзя частина чи одна з племінних груп аорсів (аорси-амаксоби), мігрувала до у Північно-Західному Надчорномор'ї та у Наддністрянщині й утворила державне об'єднання відоме під назвою Аорсія. У 60—70-х роках в залежності від аорських царів був грецький поліс Ольвія, де династи аорсів карбували власну монету. Аорси були союзні Риму.

### Римська доба

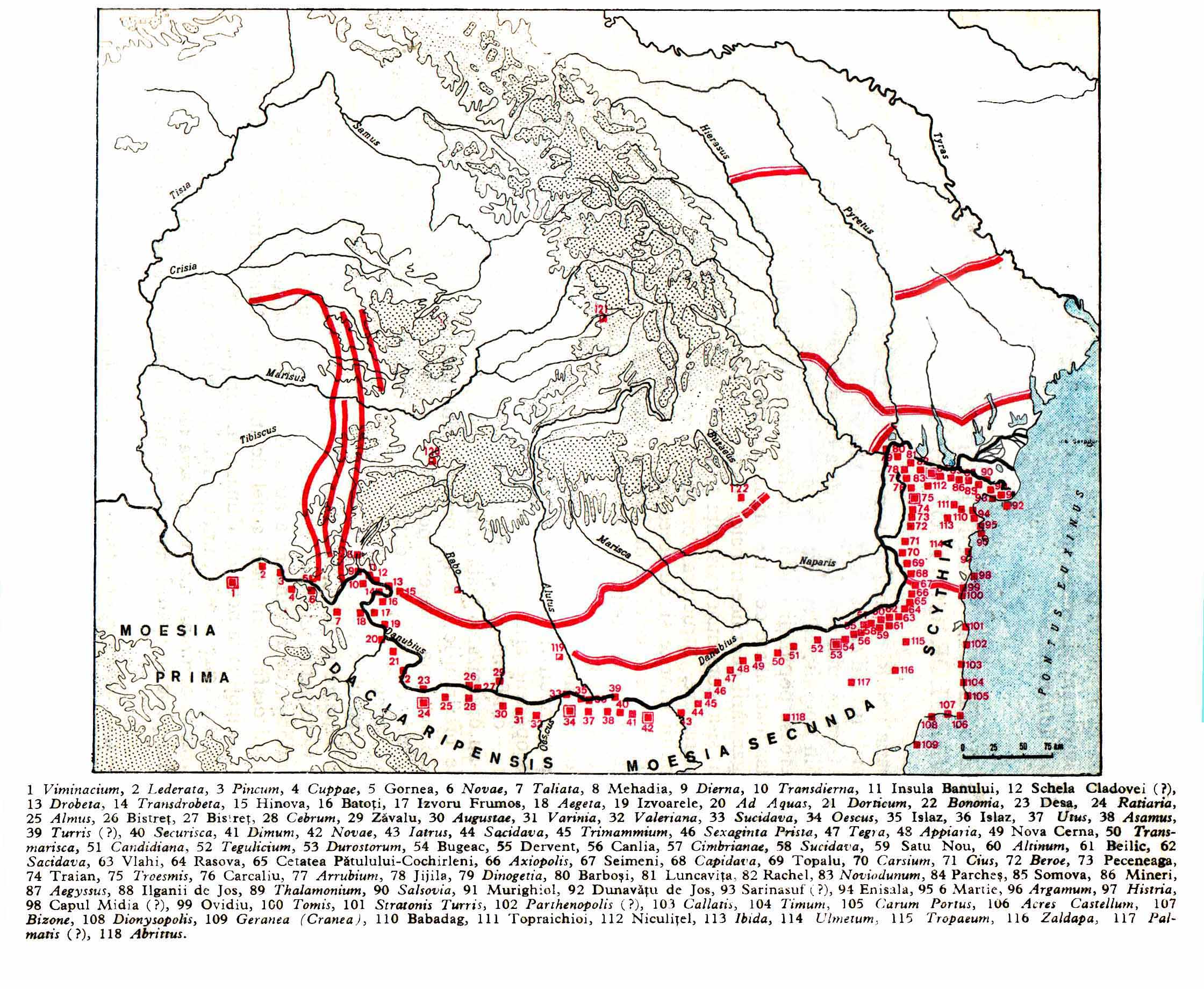
Мапа поселень Римської імперії та захисних валів у 1-му сторіччі після н. е.

Карта кастри та затоки де Дасі та Месі, перероблена після Олександра Ксенополя: «історична загадка: румуни в середні віки», Е. Леру, Париж, 1883 р. та «Історія румунів де ла Дачі Траяне», Е
З наближенням впливу Римської імперії на Балканах відроджується Тира, що мала зносини з дружнім Риму фракійським Одриським царством. Спочатку Рим приєднує західно-чорноморські грецькі колонії й через декілька десятків років у 44—46 роках долучає до імперії Одриське царство у якості провінції Фракія й Задунав'я у якості провінції Мезія (87 року розділена на Вищу й Нижню Мезії). 47 року у Тирі починається випуск власних монет.

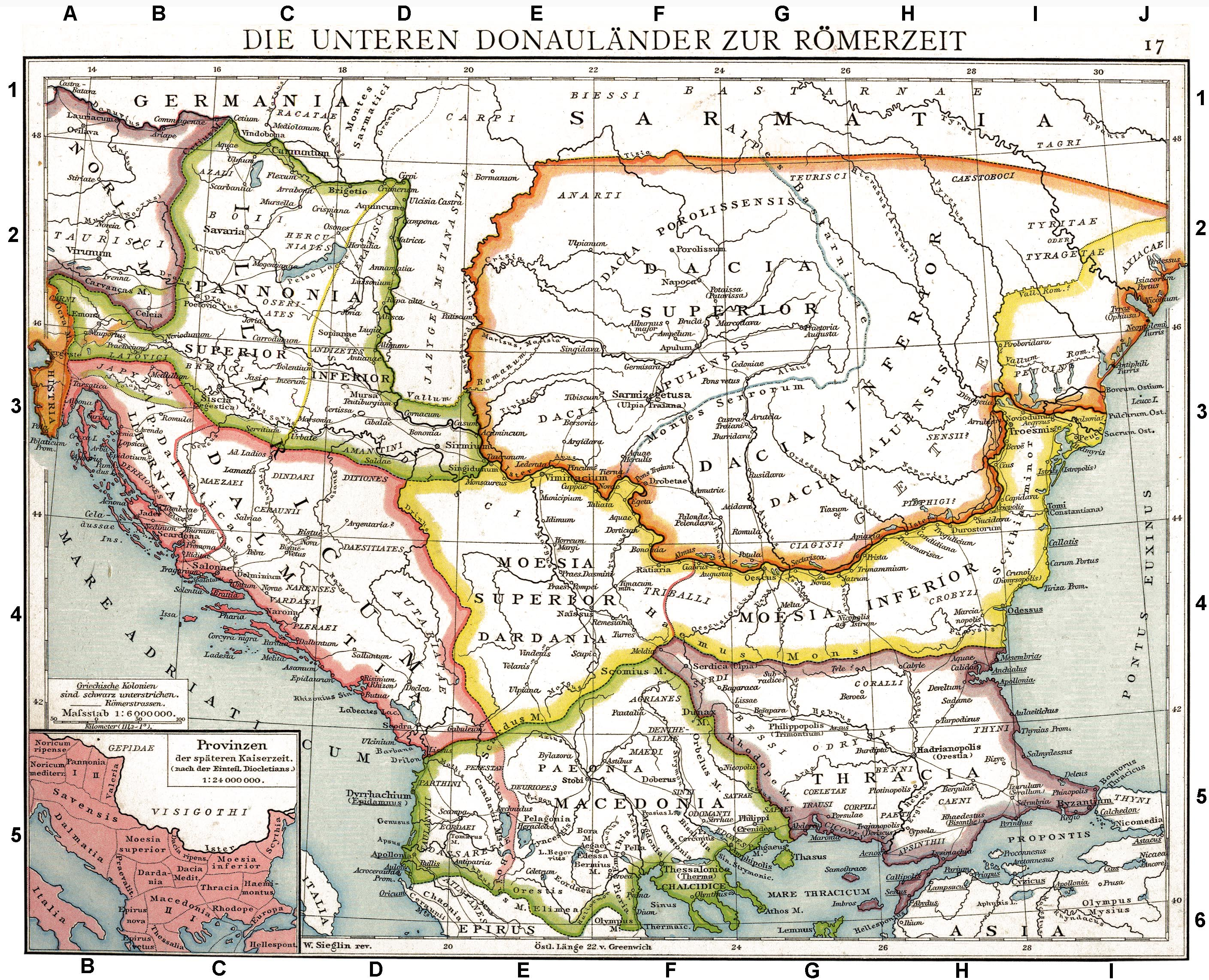
Південна частина Одеської області у складі провінції Нижня Мезія Римської імперії

Зміна 56—57 року літочислення в Тирі вказує на приєднання до Римської імперії у якості автономної держави, або включення до римської провінції Мезія (з 87 року — Нижня Мезія). Добровільне підкорення Тири Риму могло трапитися через захист від гетів та степових варварів. Найраніша дата перебування римського війська у Тирі наводить напис 116—117 року центуріона V Македонського легіону. Окрім цього в Тірі до складу вексиляції входили в різний час підрозділи I Італійського і XI Клавдієва легіонів. У Тирському гарнізоні були писар, фельдшер або санітар, вершник, прапороносець. Гарнізон розміщувався всередині цитаделі. Окрім сухопутних підрозділів в Тирі була стоянка Мезійської ескадри римського флоту.
За римського імператора Траяна у Наддунав'ї з'являється римська фортеця Аліобрикс (у села Орлівка Ренійського району), що була зведена на місці поселення раннього заліза (VII—VI сторіччя до н. е.). Фортеця слугувала перевозом римських шляхів у Мезію.
У 269—270 роках під час масового походу надчорноморських племен Тира була зруйнована. Наступного 271 року римляни виводять війська з Дакії. Відновлення Тири з карбуванням монет трапилося за правління імператора Діоклетіана (284—305 роки).

### Готія

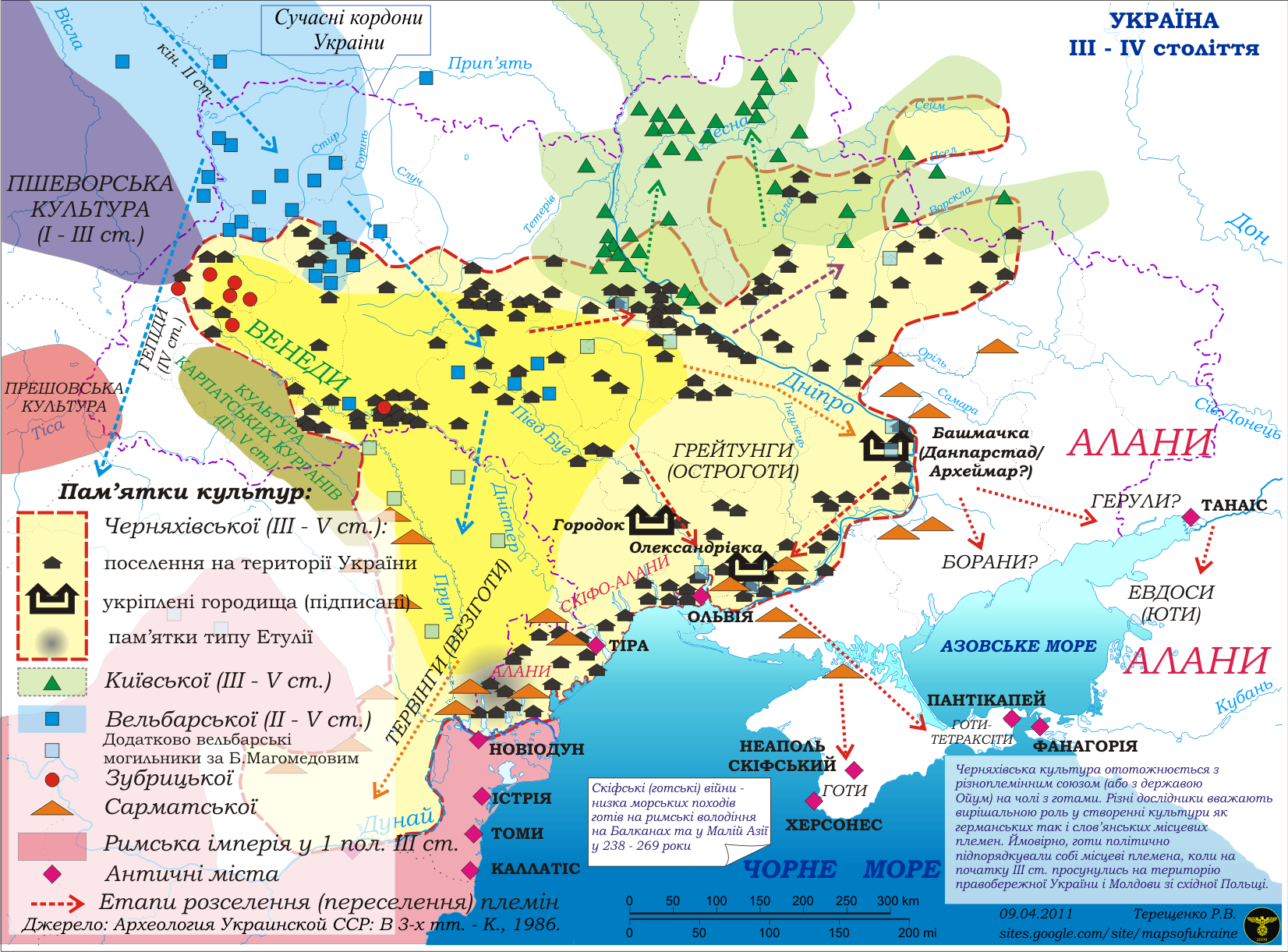
Черняхівська культура

У III—IV сторіччях територія Одеської області входить у зону поширення черняхівської культури, що історично співвідноситься з державою готів.
Готи за Готських воєн 239—269 років підпорядкували сарматів та зруйнували причорноморські міста. Останнім королем готів був Германаріх (332—375 роки). Серед готів почало проникати християнство, що було вперше серед стародавніх племен України. Після поразки 375 року від гунів, готи відступають вздовж Дунаю на захід. Їх залишки зберігаються у Криму до 18 сторіччя.
На берегах Чорного моря та вздовж лиманів розташовано чимало поселень перших сторіч після н. е., де поряд з нащадками скіфів та сарматів мешкали племена черняхівської культури — поселення біля села Киселевого біля Одеси; на східному березі озера Кагула III—V сторіч розташовувалося поселення зі змішаним населенням, у складі якого були слов'яни. Також за готів продовжувала існувати Тира.
Державі готів поклала край навала гунів зі сходу в кінці IV сторіччя.

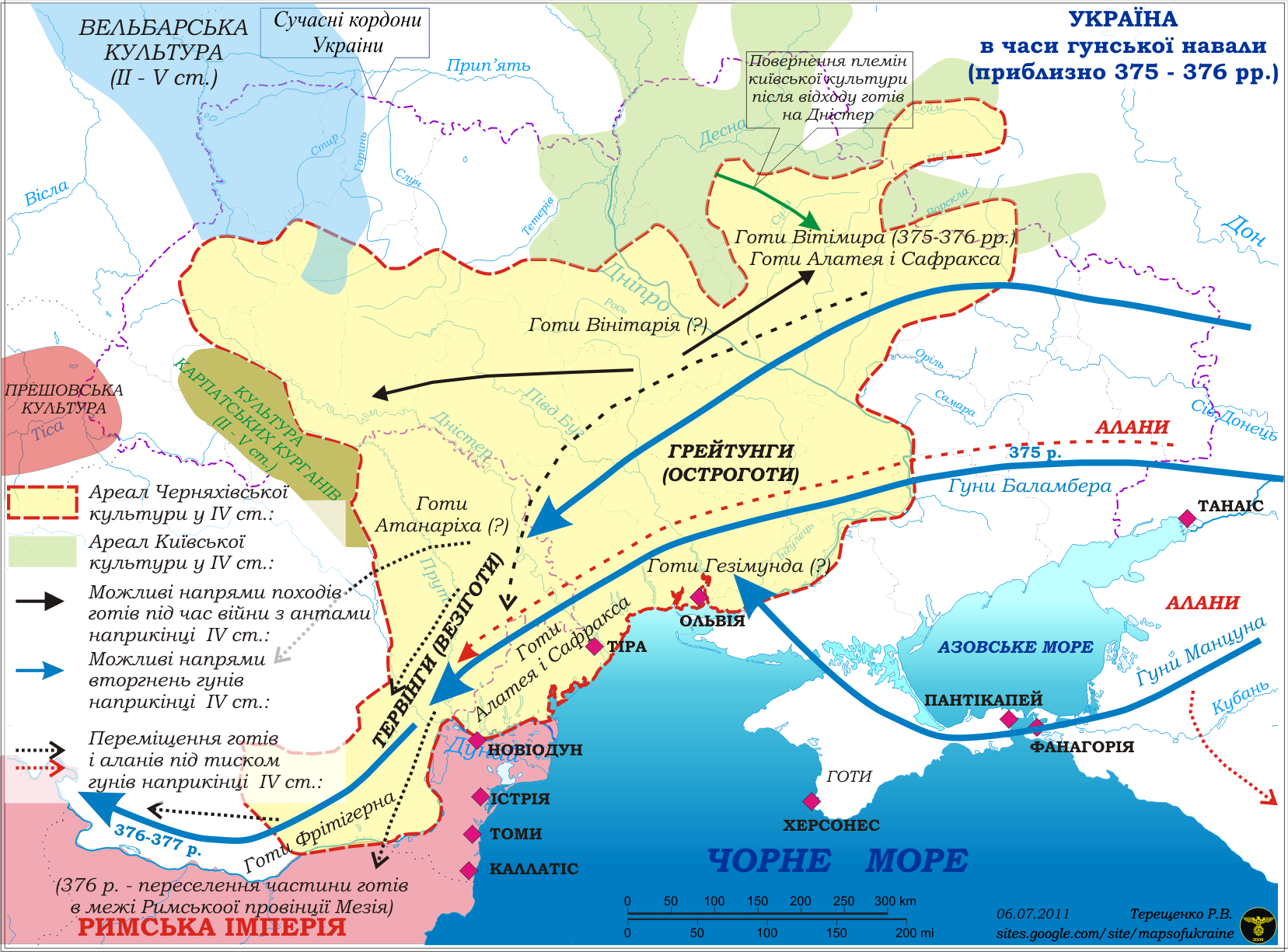
Гунська навала

### Гуни
Гунська навала 375—376 років поклала край існуванню Тири.

## Середньовіччя (VI—XV ст.)
За середньовіччя у причорноморських степах домінували кочові тюркські народи (авари, болгари, печеніги, половці).

### Анти

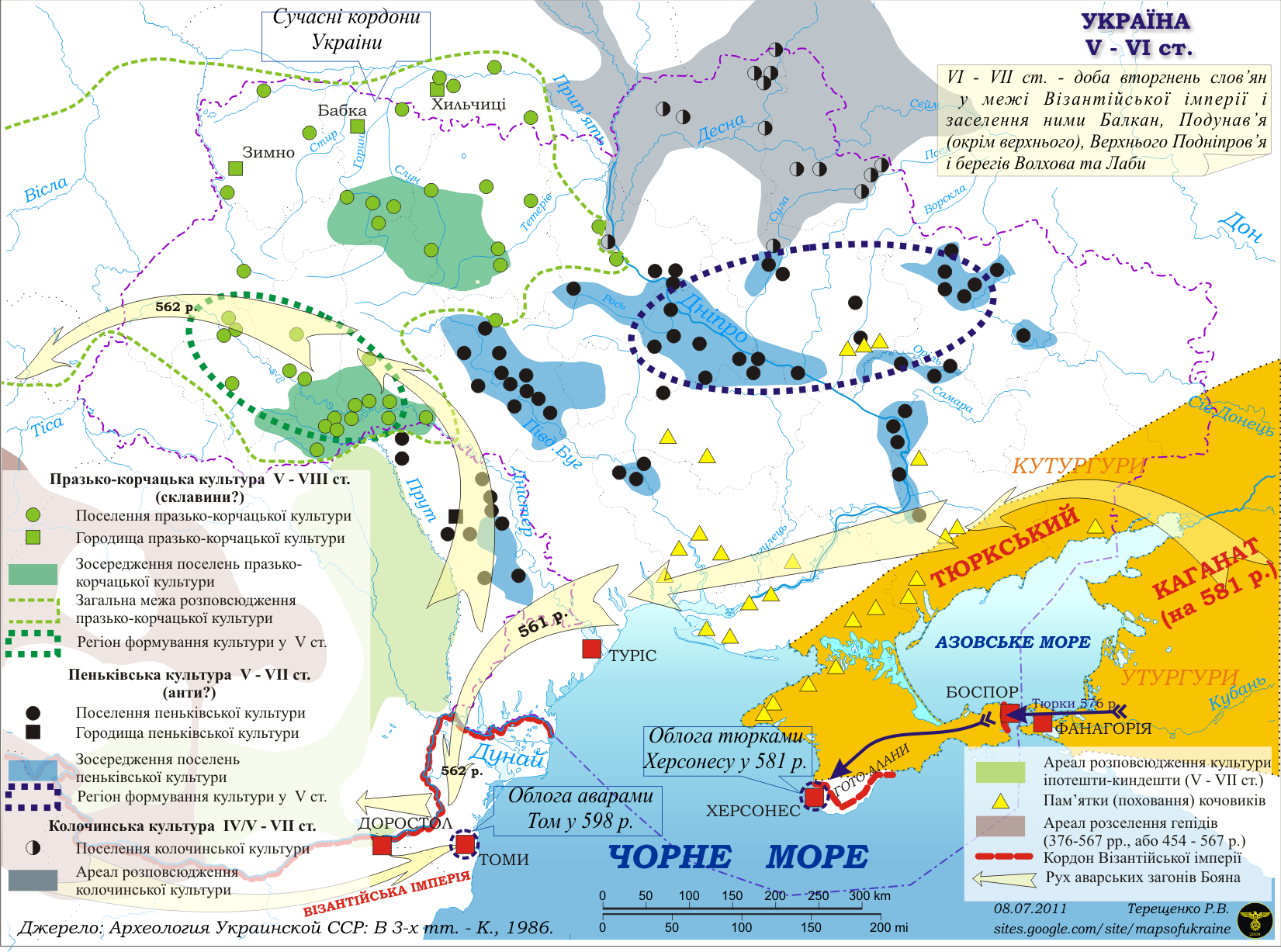
Слов'янська Антія й нашестя аварів

Поселення антів, що з'явилися на території Одеської області з часів Готії (черняхівська культура) й продовжили мешкати на півночі області за раннього середньовіччя — пам'ятки пеньківської культури. Вони були землеробами й скотарями, що відзначалися войовничістю й хоробрістю. Їх поселення виявлені біля села Кринички Балтського району, у селищі Захарівка.

### Авари
Авари з'явилися у степах Надчорномор'я в кінці VI сторіччя.

### Стара Велика Болгарія

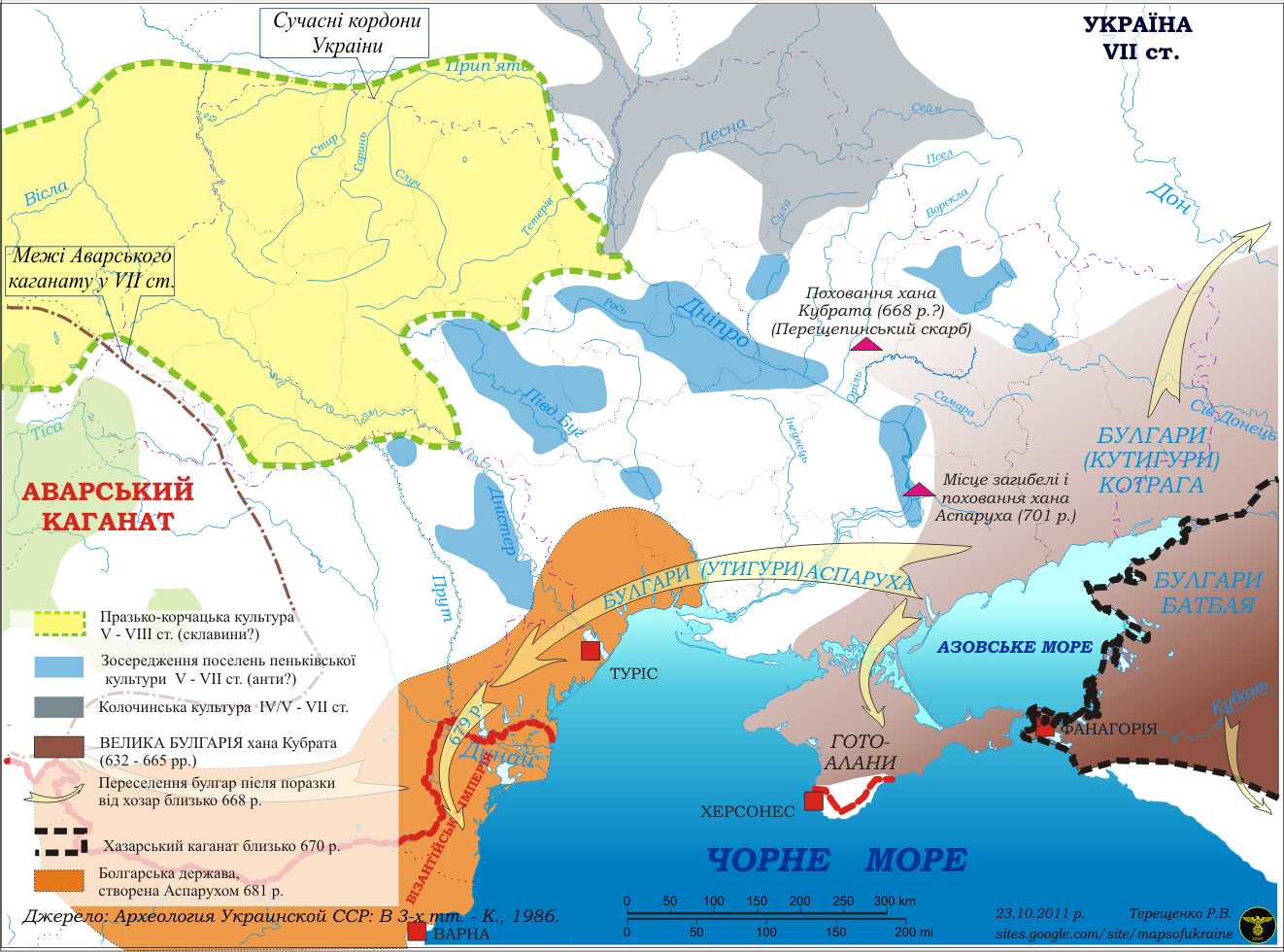
Нашестя давніх болгар й Стара Велика Болгарія

Землі Одеської області були частиною Старої Великої Болгарії.

### Слов'яни

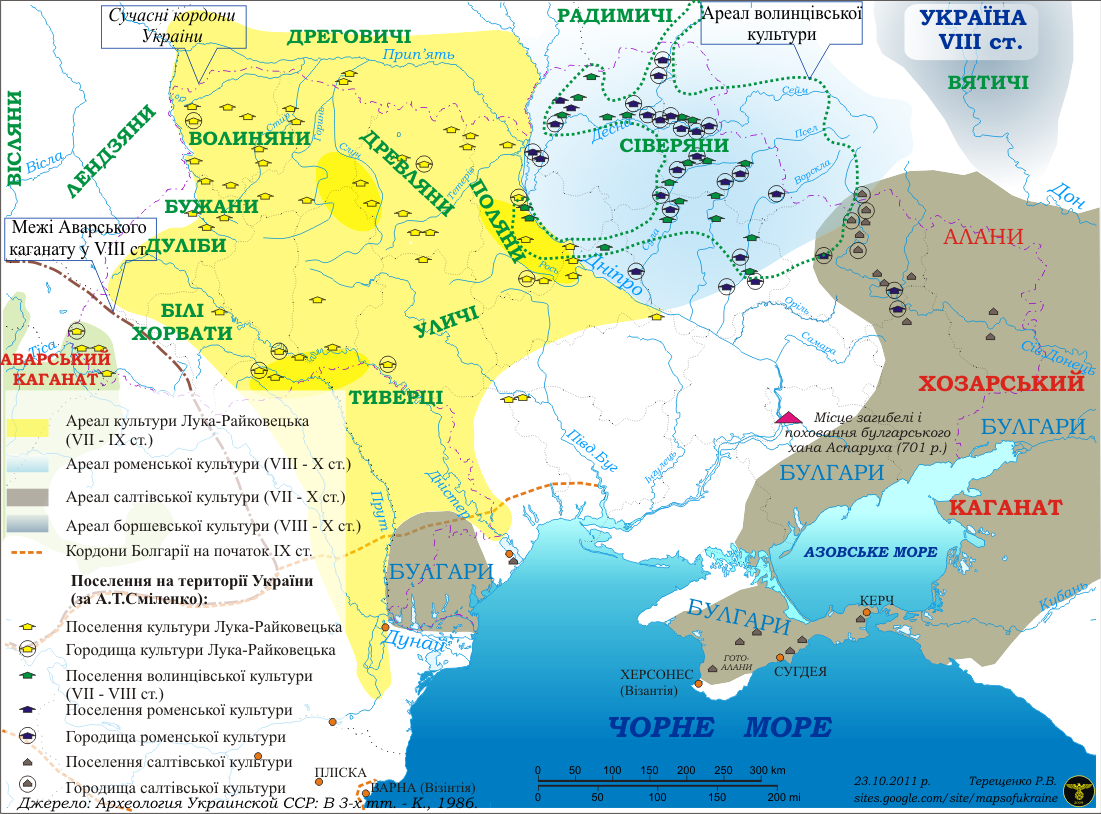
Степова Україна — країна уличів і тиверців

Ще до утворення Руської держави у IX сторіччя у Північно-Західному Надчорномор'я мешкали слов'янські племена: уличі й тіверці.
Уличі, після того як вони були залишити степову Наддніпрянщину, вони оселилися між Південним Бугом і Дністром.
Тиверці населяли землі між Ніжнім Дністром й гирлом Дунаю й вгору до Карпатських гір.

### Золота Орда (1240-ті рр. — XIVст.)
У 1241 році сталося татаро-монгольське завоювання краю та його головного міста Білого Города. Територія Одеської області опинилася у складі монгольської держави Золота Орда, де перебувала до XIV сторіччя. Слов'янське населення українського Надчорномор'я було винищено й взято у полон, й решта обкладено даниною на користь Золотординського хана та знаті. Внаслідок знелюднення хліборобів землеробський край ще зі скіфських часів перетворився на скотарські пасовиська з деякими осередками землеробства. Наприкінці XIII сторіччя на руїнах античної Тіри й руського Білого Города виникло монголо-татарське місто Аккерман, що стало важливим торговим осередком Орди.

### Велике князівство Литовське й Молдовське князівство
Наприкінці XIV сторіччя Аккерман разом з усім Буджаком відійшов до Молдовського князівства, а степи на схід від Дністра — до Великого князівства Литовського. Руське населення підтримувало утвердження ВКЛ у Надчорномор'ї, що прагнуло позбутися монголо-татарського ярма. Так, 1347 роком датується згадка про підтримкою руською єпархією в Білгороді великого князя литовського Вітовта, коли наприкінці XIV сторіччя він відняв у татар Південне Поділля і просувався далі до Чорного моря.
У цей час на Одещині виникають поселення з українським населенням: Качибей (Коцюбіїв, Кучикленов, Хаджибей) — сучасна Одеса, Бужин — на Південному Бузі, Караул — на Нижньому Дністрі, Хаджидер (тепер Овідіополь) та інші.

### Кримське ханство
В 1420-х роках, унаслідок розпаду Золотої Орди, відособилось Кримське ханство (власна назва — Престольний Крим і Половецьке поле). Влада його феодальних правителів простягалась і на Надчорномор'я.
Тоді ж Буджак (південно-західна частина сучасної Одеської області, розташована між гирлами Дунаю і Дністра) підпав на кілька десятиліть під владу Молдавського князівства.
1475 року Кримське ханство потрапило у васальну залежність від Османської імперії, коли турецьким султаном Мехмедом ІІ були завойовані ґенуезькі володіння в Надчорномор'ї, кримська правляча династія в особі Менґлі I Ґерая визнала султана, як мусульманського халіфа.
Після походу турецького султана Баязида ІІ на Молдавське князівство у 1484 року територію сучасної Одещини, за винятком півдня Буджаку передано васальному Кримському ханству. Тоді, кримський хан переселив ногайців з Кубані, що до 1728 року кочували між Дніпром й Дунаєм, що стали відомі в Україні, як Буджацька (Білгородська) орда.

## Нововіччя (1484— 1914)

### Османська доба
З 1484 року до 1-ї третини XVI сторіччя майже вся територія сучасної Одещини увійшла до володінь Османської імперії. Вона стала турецьким плацдармом для агресії проти України і Польщі.
1484 року турецький султан Баязид ІІ підкорив Молдавське князівство й включив південь Уджака до Силістрийського санджаку Османської імперії. До нього 1526 року приєднано від Кримського ханату місто Узу-Келе (до 1492 року русько-литовське місто Дашів; з 1492 року — Кара-Кермен) й перейменовано на Ачі-Кале або Озі; 1529 року від Великого князівства Литовського приєднано місто Качукленов (давній руський Коцюбіїв); 1538 року від Молдавського князівства приєднано місто Тягиня (сучасні Бендери). У русько-молдавсько-половецьких містах Коцюбієві, Кілії, Четата-Альба (Аккерман) було розміщено турецькі гарнізони. Були утворені Аккерманський та Озіський (Очаківський) санджаки, що 1599 року були об'єднані з Силістрийським та іншими санджаками в Озісько-Силістрийський ейялет з метою військового посилення на прикордонні для захисту від козацьких набігів та забезпечення османського суверенітету над Волоським і Молдавським князівствами. Еялет було поділено на санджаки, серед яких були та території Одещини: Бендери-Аккерманський санджак з містами Бендери, Аккерман, Кілія, Ізмаїл та інші; та Озівський (Очаківський) санджак з містами Очаків, Хаджидерех (тепер Овідіополь), Хаджибей, Дубоссари, Кілбурун (тепер Кінбурн). Пізніше Хаджибей став окремим санджаком. Адміністративними центрами Озісько-Силістрийського еялету були Силістра (також Драстар) та Озі (також Ачі-Кале, Ак-Чакум; тепер Очаків). Деякі джерела вказують, що в середині XVII сторіччі еялет було поділено на окремі Очаківський та Силістрийський ейялети.
В середині XVIII століття з поневоленої Росією частини України на вільні родючі землі, стали прибувати гнані нестерпним кріпосницьким гнітом численні селяни-втікачі.

#### Ногайські орди
У другій половині 16 сторіччя до середини 18 сторіччя у межиріччі Дністра й Дунаю кочували ногайці Єдичкульської орди. 1728 року від натиску калмиків з Кубані у межиріччя Нижнього Дніпра й Дністра прийшла Єдисанська орда, га ім'ям якої почав називатися Єдисан.

### Російська доба
Після російсько-турецької війни 1787—1792 більша частина території сучасної області за Ясським мирним договором відійшла до Російської імперії. Протягом 1797—1802 входила до складу Новоросійської губернії, а з 1803 — до Херсонської губернії. Частина території краю, приєднана до Російської імперії в результаті російсько-турецької війни 1806—1812, входила до складу Бессарабської області, яка з 1818 мала автономний статус, а після 1828 приєднана до Новоросійського генерал-губернаторства. Наприкінці XVIII ст. почалося інтенсивне заселення Причорномор'я та Буджацького степу. Тут з'явилися численні болгарські, гагаузькі й німецькі колонії.
В 1807 російський уряд санкціонував створення Усть-Дунайського козацького війська, яке того ж року було ліквідоване, але в 1828 відновлене (та існувало до 1868). Південна частина Буджаку з м. Ізмаїл після Кримської війни відійшла до Молдовського князівства. Після російсько-турецької війни 1877—1878 ця територія була повернута Російській імперії.
Одеса зазнавала епідемії чуми у 1797, 1803, 1812, 1829 й 1837 роках.
Одеса була найбільшим містом в Україні й 3-м у імперії (після Петербурга й Москви). У 1830—1918 роках в Одесі діяло Американське консульство.
Повстання на панцернику «Князь Потьомкін-Таврійський» в Одесі з 14 (27) червня по 25 червня (8 липня) 1905 року було першим випадком збройного заколоту цілої військової частини революції 1905—1907 років.

## Новітня історія (1914—1991)

### Перша світова війна
Перед початком війни, з огляду на мораль, виробництво пороху та достаток хліба 19 липня 1914 року в Росії було введено Сухий закон, що було продовжено Леніним й повністю відмінено більшовиками лише 1925 року. Відповідно почалася епідемія наркоманії серед суспільних низів. Особливо наркотики були поширені серед проституток й революційних мас й матросів Петербурга (де завозилися наркотики), що здійснювали акти революційного насилля й терору у стані наркотичного сп'яніння.
Початок війни 1 серпня 1914 року вітала багатотисячна демонстрація. Промисловість Одеси перейшла на військові потреби, з'явилися споживацькі нестачі.
Військову небезпеку становили морські напади. Вночі на 29 жовтня 1914 року трапився зухвалий напад турецької ескадри міноносців в Одеському порту коли було затоплено 1 військовий корабель й 1 транспортне судно, коли було вбито 26 й поранено 41 особа. 1915 року біля Одеси на міні підірвався й затонув турецький крейсер. Того ж року створена Одеська військово-транспортна флотилія з приблизно 100 мобілізованих суден. У квітні 1915 й травні 1916 року Одесу відвідав російський імператор Микола II, що привітав військовий парад на Куликовому полі, відвідав поранених у шпиталях, взяв участь у релігійних й громадських заходах. З Одеси було вислано неблагонадійне німецьке, австрійське й турецьке населення. Натомість сюди в 1915—1916 роках кинулися до 20 тисяч біженців з польських і побалтійських губерній, з Галичини, Волині, Західної Білорусі. В Одесі розташовувався найбільший в Україні військово-навчальний гарнізон чисельністю від 70 до 100 тисяч осіб. Тут були організовані військові табори для полонених солдатів австро-угорської армії — чехів, словаків, українців і хорватів, чисельністю до 5 тисяч осіб, й у 1916 році була сформована Сербська добровольча дивізія з полонених сербів.
Внаслідок війни у 1915—1916 роках зросла інфляція; Османською імперією були закриті протоки від чого не працював порт та пов'язана промисловість; трапилася епідемія тифу. Сталися страйки робітників, студентів й німців-колоністів. Різко зросли бандитизм, спекуляція й дезертирство, тому 1915 року в Одесі введено воєнний стан. У районі Одеси і в самому місті в 1914—1916 роках діє загін «народного месника» бандита Григорія Котовського, що грабував багаті маєтки.

### Передреволюційний стан суспільства
В одесі було створено осередки Всеросійського Союзу земств і міст (вересень 1914), Військово-промислового комітету (березень 1915), Товариства постачання населенню предметів першої необхідності. Існували 3—4 таємні масонські ложі, де ширилися демократичні погляди.
Одеса була оплотом російських чорносотенців (Союз руського народу, Союз справжніх руських людей, Союз Михайла Архангела голови Одеської думи Бориса Пелікана) з 10 тисячами активістів. Чорносотенці переслідували євреїв, що складали до 32 % мешканців Одеси, комуністів та український національний рух. У серпні 1914 року було розгромлено штаб РСДРП, її діячі були ув'язнені або вигнані з міста, тому більшовики не змогли підняти заколот у 1917 році. Впливовими лишалися Соціалістично-революційна партія й Конституційно-демократична партія, що підтримали війну, а також єврейські соціалістичні партії (Бунд, Серп, Поалей-Ціон, Сіоністська соціалістична робітнича партія, Єврейська народна партія).
Переслідувався український рух в Одесі й на Одещині. Продовжувалася цензурна заборона на публікації українською мовою, закривалися навіть культурно-просвітницькі українські організації. Були дозволені лише Музично-драматична спілка «Українська хата» (відкрита в 1911 році) з понад 200 членів, та журнал «Основа» (видано 3 номери у 1914 році). Навколо «Української хати» та «Основи» згуртувалися одеські українські діячі заборонених «Громади» і «Просвіті», українські революціонери: Іван Липа, Андрій Ніковський, Сергій Шелухін, Володимир Чехівський, Іван Луценко, Всеволод Голубович, Іван Бондаренко. Українські діячі підтримували тісний зв'язок з польською громадою Одеси.

### Лютнева революція
Звістка про Лютневу революцію в Петрограді досягла громадськості Одеси 1 березня 1917. У перші дні революції пам'ятник імператриці Катерині Другій було покрито величезним полотнищем. На зборах представників громадськості визнано владу Тимчасовому уряду Росії, створено Одеський Комітет громадських організацій або Громадянський комітет до виборів нової Міської Думи та обрано виконавчого обов'язків Одеського градоначальника генерала В. І. Єсаулова. Членами Громадянського комітету стали українські діячі Іван Луценко й Сергій Шелухін. У перших числах березня з в'язниць відпущено кількасот політичних злочинців.
6 березня 1917, створена Одеська рада робітничих депутатів, у якій більшість складали меншовики й бундівці. Одеська рада робітничих депутатів діяла з Воронцовського палацу над яким підняли червоний прапор; й почала видавати газету "Известия Одесского совета".
7—8 березня 1917 були арештовані 14 осіб (чорносотенний голова Одеської думи Борис Пелікан і його заступник Л. Мечников, начальник розшукової поліції Гіршфельд і його заступники). Жандарське управління було розформовано переважно мобілізовано на фронт. Їх заміли загони народної міліції, сформовані, переважно, зі студентів на чолі з начальником міліції професором Новоросійського університету Зав'яловим. В Одесі почала роботу слідча комісія сенатора С. Трегубова з розслідування корупції, антидемократичної й реакційної діяльності колишніх керівників Одеси Толмачова, Сосновського й Пелікана.
8 березня 1917 року в Одеській в'язниці злочинці підняли повстання, після чого тут були оголошена перемога революції, камери відкриті, а начальникам в'язниці став бандит Григорій Котовський.
11 березня Громадянський комітет обрав нового Міського голову інженера і конституційного демократа Михайла Брайкевича, заступником Брайкевича став меншовик В. Богуцький, революційним губернатором став начальник Одеського військового округу генерал Д. Ебел (з серпня 1917 р. — генерал П. Феліцин), виконуючим обов'язки градоначальника — генерал У. Єсаулов, комісаром міліції — професор Д. Михайлов. Комендантом міста став прапорщик соціал-революціонер Рязанов. Військовим комісаром Тимчасового уряду Росії в Одесі став М. Харіто, а військово-морським комісаром М. Шрейдер.
12 березня 1917 року була організована Рада солдатських і офіцерських депутатів (голова — есер, капітан броненосця «Синоп», капітан 1-го рангу О. Зарудний). Тоді ж виникли: Рада трудової інтелігенції і Селянський Рада Одеського повіту.
17 березня 1917 року відбулися збори 40 кримінальних авторитетів, від яких Григорій Котовський звернувся з проханням до влади про відправку злочинців на фронт «захищати революційну батьківщину», яке було задоволено 5 травня того ж року.

### Українська революція й влада УНР
19 березня 1917 року в Одесі відбулося Українське Віче з понад 700 учасниками, яке відкрив голова місцевої УСДРП Володимир Чехівський, який з березня 1917 року почав видавати журнал «Українське слово». ДоУкраїнської Центральної Ради від Одеси було обрано: Івана Луценко, І. Романенко, Володимира Чехівського, Всеволода Голубовича, Пелішенко, Куща, Чорноту. Главою українського Керівного комітету Одеси став Сергій Шелухін. 13 квітня 1917 року в Одесі була створена Губерніальна українська Рада, в якій провідну роль відігравали українські соціал-демократи і українські соціал-революціонери, головою Ради став Володимир Чехівський. 28 червня 1917 року в Одесі пройшов український Національний з'їзд на якій з усією Херсонської губернії зібралися близько 200 делегатів.
10 травня 1917 року, в Одесі, відкрився 1-й з'їзд Рад Румунського фронту, Одеського округу (Херсонська, Таврійська, частини Подільської і Волинської губернії) та Чорноморського флоту (Румчород) за участі військового міністра Росії Олександра Керенського й командувача Чорноморським флотом Олександра Колчака.
У жовтні 1917 в Одесі встановлюється українська влада УНР. За браком друкованих грошей з центру та за згодою українського уряду Одеса карбувала у 1917—1918 роках одеський рубль.
Антиукраїнське більшовицьке Листопадове повстання 30 листопада (12 грудня) — 1 грудня (13 грудня) 1917 року було невдалою спробою повалити Одеську раду Української Народної Республіки — представництва Української Центральної Ради в Одесі.
3 січня 1918 (за старим стилем 21 грудня 1917 року) проросійськими реакційними силами Одеса була оголошена «вільним містом».

### Румчород й Одеська радянська республіка (25 січня — 13 березня 1918 р.)

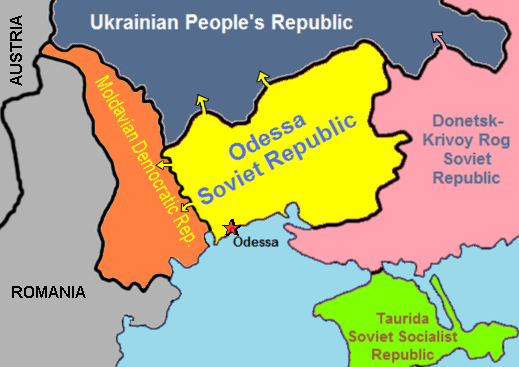
Одеська Радянська республіка (жовта) та її зазіхання на Молдавську Демократичну республіку (жовтогаряча) та Українську Народну республіку (синя)

25 січня 1918 року в Одесі відбувся 2-й з'їзд РумЧорОда, що виступив проти Української Центральної Ради, проголосив владу над Одесою, намагаючись поширити вплив на Бесарабію, окуповану румунськими військами.
Запеклі вуличні бої 26—31 січня 1918 року за Одесу відбулися між армією УНР та російською контреволюцією РумЧорОда з допомогою збільшовизованих фронтових частин за підтримки анархістів та лівих соціал-революціонерів, що відбулися внаслідок чого більшовики захопили місто.
20 лютого (7 лютого за старим стилем) 1918 року була проголошена Одеська Радянська Республіка (ОРР), що охоплювала території Херсонської та Бессарабської губерній колишньої Російської імперії зі столицею в Одесі. Проте реальний контроль над Бессарабією мала Румунія, у якої Ручомод з ОРР намагалися її відвоювати. Верховна влада в ОРР належала Раді Народних Комісарів, очолюваної Володимиром Юдовським. Лідери ОРР проголосили, що не визнаватимуть владу Української Народної Республіки Рад, столиця якої була в Харкові, а ввійдуть разом з нею безпосередньо до складу Російської Радянської Федеративної Соціалістичної Республіки зі столицею в Петрограді. Однак ОРР не була визнана ні більшовицькою владою в Петрограді, ні світовими державами самостійною державною одиницею через нестабільну внутрішню політичну ситуацію та короткий строк її існування. У лютому 1918 року демократія в ОРР була скасована командувачем Збройними силами ОРР Михайлом Муравйовим й Одеська Рада Народних Комісарів перетворена на Одеський облвиконком. З лютого 1918 року ОРР воювала з Румунією, а в березні з Австро-Угоршиною й Німеччиною.
13 березня 1918 року Одеса була звільнена військами УНР та Австро-Угорщини, а ОРР ліквідована. Лідери ОРР на кораблях Чорноморського флоту втекли до Севастополя.

### УНР під протекцією Австро-Угорщини (13 березня — 19 квітня 1918 р.)
Лівобережна частина Одещини була адміністративно розділена 6 березня 1918 року на землі Одеса та Подністров'я, шо проіснували до 29 квітня 1918 року.

### Українська держава (29 квітня — 14 грудня 1918 р.)
Через створення польського військового загону в Одесі 13 квітня 1918 року військовий міністр УНР Олександр Жуковський наказав їх розформувати, що було проігноровано поляками. Тоді австро-угорські війська висунули полякам ультиматум і 20 квітня 1918 року польський загін у Одесі було розпущено.
З 6 липня 1918 року для очищення моря від мін за наказом українського адмірала Андрія Покровського була сформована Одеська бригада тралення з 22 суден і проведена Одеська операція тралення, яка стала першою операцію Військово-морських сил України (тоді УНР) у 20 сторіччі.

### Червоний терор
Через грабіжницьку політику російських більшовиків німці, українці, болгари і росіяни-старовіри підняли Акаржанське повстання 21 липня 1919 року в Грос-Лібентальській волості Одеського повіту. На придушення повстання більшовики кинули значні сили, що завершилося 12 серпня 1919. Воно дало можливість успішного захоплення Одеси 10 серпня 1919 року десантом на Сухий лиман Збройних сил Півдня Росії в результаті місто було визволене від більшовиків.

В Одесі та на Одещині було організовано червоний терор. Організатор Червоної гвардії в Одесі чекіст Павло Мизикевич під приводом боротьби з бандитизмом за 3 місяці літа 1919 року займався розстрілом 2200 осіб (переважно без суду й слідства), перед підходом до міста військ Дєнікіна — ще 1300 політичних в'язнів. Мизинкевича було вбито на початку серпня 1919 року під час придушення антибільшовицького повстання німецьких колоністів. Про свої злочини він говорив:
«Моя ціль винищити бандитизм і саботаж. Ми розстрілюємо без сорому і без сорому говоримо про це».
У помсту за перехід до повстанців вояків ЧУГА (кінна частина Ю. Шепаревича, технічна (саперна) сотня) начальник ЧК Станіслав Реденс наказав арештувати й кинути за ґрати 640 хворих з одеських шпиталів, в тому числі 200 старшин.
16—19 квітня 1920 року на півночі Одещини у місті Ананьїв, Ананьївському й Балтському повітах відбулося українське антибільшовицьке Ананьївське повстання, яке завершилося підкріпленням зі сторони армії УНР, що вибила більшовиків з міста.

### Анексія Басарабії Румунією (1918—1940 і 1941—1944 рр.)
З грудня 1917 по березень 1918 року південна частина області (Буджак) входила до складу Молдовської Демократичної Республіки. З січня 1918 до березня 1918 в центральній частині сучасної області існувала маріонеткова Одеська Радянська Республіка. У березні 1918 Румунське королівство анексувало Молдовську Демократичну Республіку, а разом з нею і Південну Бессарабію.

### Довоєнна радянська доба
Зі вступом більшовицької Червоної армії 16 квітня 1920 утворено Одеську губернію, а через два роки до неї було приєднано Миколаївську губернію. Протягом 1923—1930 існувала Одеська округа, а протягом 1930—1932 рр. — Одеський район, підпорядкований безпосередньо республіканському центрові. Постановою ВУЦВК від 12 жовтня 1924 «Про утворення Автономної Молдавської СРР» з частини території Балтської і Одеського округ Одеської губернії і Тульчинської округи Подільської губернії була утворена Автономна Молдавська Соціалістична Республіка у складі Української СРР.
|                                                 |  |  |
| Ювілейна монета НБУ присвячена Одеській області |  |  |

Одеську область було утворено постановою 4-ї позачергової сесії ВУЦВК 12-го скликання від 9 лютого 1932, її первинна територія включала міста Одеса, Зінов'євськ (нині м. Кропивницький), Миколаїв, Херсон і 46 районів.
У 1940 році північно-східні райони МАРСР (Ананьївський, Балтський, Валегоцулівський, Кодимський, Котовський, Красноокнянський (у тому числі колишній Ставрівський), Піщанський та Чорнянський) — передано до складу Одеської області УРСР.
Головами Одеського обласного виконавчого комітету були: Яків Пахомов (1932—1933), Федір Голуб (1933—1935), Петро Бойко (1935—1937), Микола Волков (в.о., 1937), Пилип Шевцов (в.о., 1937), Григорій Гальченко (1937—1938), Никифор Кальченко (1938—1941).
Першими секретарями Одеського обласного комітету КП(б)У були: Михайло Майоров (1932—1933), Євген Вегер (1933—1937), Дмитро Євтушенко (1937), Микола Кондаков (в.о., 1937—1938), Григорій Телешев (1938—1939), Анатолій Колибанов (1939—1941).

### Німецько-радянська війна (1941—1944)
Під час Другої світової війни вся сучасна Одещина була окупована Королівством Румунія (19 серпня 1941 р. — 29 січня 1944 р.), при цьому Буджак був включений безпосередньо до державної території Румунії як частина губернаторства Бессарабія, а терени на схід від Дністра — до губернаторства Трансністрія.

### Післявоєнна радянська доба (1944—1991)

#### Післявоєнне сталінське правління (1944—1953)
Головами Одеського обласного виконавчого комітету були: Йосип Горлов (1944—1946), Костянтин Караваєв (1946—1953).
Першими секретарями Одеського обласного комітету КП(б)У були: Анатолій Колибанов (1944—1945), Олексій Кириченко (1945—1950), Олексій Єпішев (1950—1951), Василь Марков (1951—1953).

#### Правління Хрущова (1954—1966)
У 1954 до складу області увійшла Ізмаїльська область.
Згодом Головами Одеського обласного виконавчого комітету були: Микола Гуреєв (1953—1954), Олександр Федосєєв (1954—1958), Михайло Хорунжий (1958—1963), Костянтин Коваленко (промисловий, 1963—1964), Михайло Хорунжий (сільський, 1963—1964), Михайло Хорунжий (1964—1969).
Першими секретарями Одеського обласного комітету КП(б)У були: Олексій Єпішев (1953—1955), Леонтій Найдек (1955—1958), Олександр Федосєєв (1958—1961), Михайло Синиця (1961—1963), Михайло Синиця (промисловий, 1963—1964), Петро Дорошенко (сільський, 1963—1964), Михайло Синиця (1964—1970).
18 грудня 1960 року в Одесі сталося антирадянське заворушення на Молдаванці з кількасот учасниками, що виникли через нестачу продуктів харчування.

#### Радянський застій (1966—1985)
За застою Головами Одеського обласного виконавчого комітету були: Андрій Дудник (1969—1971), Віктор Походін (1971—1985).
За застою Першими секретарями Одеського обласного комітету КП(б)У були: Михайло Синиця (1964—1970), Павло Козир (1970—1977), Микола Кириченко (1977—1983), Анатолій Ночовкін (1983—1988).

#### Радянська перебудова (1985—1991)
За перебудови Головами Одеського обласного виконавчого комітету були: Андрій Печеров (1985—1990), Анатолій Бутенко (1990—1991).
За перебудови Першими секретарями Одеського обласного комітету КП(б)У були: Георгій Крючков (1988—1990), Руслан Боделан (1990—1991).

## Доба Незалежності

### Президенство Кравчука (1991—1994)
1 грудня 1991 року на Всеукраїнському референдумі 85,38 % голосів було подано за незалежність України й 11,6 % висловилося проти; та на виборах президента України за Леоніда Кравчука проголосовало 70,69 % мешканців області (за В'ячеслава Чорновіла — 12,83 %, Володимира Гриньова — 8,38 %, Левка Лукьяненко — 2,77 %).
Голови Одеського облвиконкому за президента Кравчука:
- Боделан Руслан Борисович — голова Одеського облвиконкому — січень 1991 — квітень 1992
- Симоненко Валентин Костянтинович — представник президента в Одеській області — березень — липень 1992
- Ільїн Владлен Олексійович — липень 1992 — липень1994

### Президенство Кучми (1994—2004)
На дострокових виборах Президента України 10 липня 1994 року в Одеський області переміг червоний директор-ракетник з Дніпропетровська Леонід Кучма з 42,7 % (Леонід Кравчук 23,5 %, Олександр Мороз 14,7 %, Володимир Лановий — 11,7 %) у першому турі й 66,8 % у другому турі (Леонід Кравчук 29,2 %).
На виборах Президента України 14 листопада 1999 року в першому турі перемогу здобув Президент України Леонід Кучма — 36,9 % (Петро Симоненко 24,8 %, Наталія Вітренко 11,5 %), у другому турі Леонід Кучма 52,8 % (Петро Симоненко — 40,6 %).
Голови Одеського облвиконкому за президента Кучми:
- Боделан Руслан Борисович — голова Одеського облвиконкому — липень 1994 — липень 1995
- Боделан Руслан Борисович — голова Одеської обласної державної адміністрації — липень 1995 — травень 1998
- Гриневецький Сергій Рафаїлович — травень 1998 — лютий 2005

### Президенство Ющенка (2005—2010)
На виборах Президента України 26 грудня 2004 року на відміну від усієї України, коли перемогу (за допомогою Помаранчевої революції) здобув Віктор Ющенко, в Одеський області переміг колишній злочинець з Донецької області Віктор Янукович з 53,4 % (Віктор Ющенко 17,3 %, Олександр Мороз 8,5 %) у першому турі, 67,8 % у другому турі (Віктор Ющенко 26,1 %) та у переголосуванні другого туру 66,6 % (Віктор Ющенко 27,5 %).
Голови Одеських облвиконкому та ОДА за президента Ющенка:
- Цушко Василь Петрович — лютий 2005 — травень 2006
- Звягінцев Борис Григорович — травень — серпень 2006
- Плачков Іван Васильович — серпень 2006 — листопад 2007
- Сердюк Микола Дмитрович — листопад 2007 — березень 2010

### Президенство Януковича (2010—2014)
На виборах Президента України 7 лютого 2010 року в Одеський області переміг ставленик Кремля Віктор Янукович з 51,1 % (Сергій Тігіпко 21,1 %, Юлія Тимошенко 10,2 %) у першому турі й 74,14 % у другому турі (Юлія Тимошенко 19,52 %).
Голови Одеської ОДА за президента Януковича:
- Матвійчук Едуард Леонідович — березень 2010 — листопад 2013
- Скорик Микола Леонідович — листопада 2013 — березень 2014

### Російська збройна агресія проти України (з 2014 року)
З початком російської агресії проти України в 2014 році в Одесі й області тривали спроби за участі зрадників утворити Одеську й Бессарабську народні республіки для просування російського проекту Новоросія з відколу Степової України від української держави. Протистояння в Одесі 2014 року українських патріотичних сил з прибічниками "Російської весни" призвели до численних жертв, зокрема протистояння в Одесі 2 травня, коли загинуло півсотні людей.

### Президенство Порошенко (2014—2019)
На позачергових виборах Президента України 14 червня 2014 року в Одеський області переміг Петро Порошенко з 41,78 % у першому й єдиному турі. Його суперники набрали: Сергій Тигипко 18,57 % й Юлія Тимошенко 9,48 %.
Голови Одеської ОДА за президента Порошенка:
- Немировський Володимир Леонідович — березень — травень 2014
- Палиця Ігор Петрович — травень 2014 — 30 травня 2015
- Саакашвілі Міхеіл — 30 травня 2015 — 9 листопада 2016
- Бобровська Соломія Анатоліївна (в. о.) — 9 листопада 2016 — 12 січня 2017
- Степанов Максим Володимирович — 12 січня 2017 — 10 квітня 2019
- Паращенко Сергій Володимирович (в. о.) — 10 квітня — 11 червня 2019

### Президентство Зеленського (з 2019)
На виборах Президента України 21 квітня 2019 року в Одеський області переміг Володимир Зеленський з 41,26 % (Юрій Бойко 21,92 %, Петро Порошенко 9,08 %, Юлія Тимошенко 8,02 %) у першому турі й 87,21 % (Петро Порошенко 10,6 %) у другому турі.
Голови Одеської ОДА за президента Зеленського:
- Шаталова Світлана Миколаївна (в. о.) — 14 червня — 11 жовтня 2019
- Куций Максим Васильович — з 11 жовтня 2019